# Chuck Yeager
Pour les articles homonymes, voir Yeager.
Charles Elwood Yeager, dit Chuck Yeager, né le 13 février 1923 à Myra (en) en Virginie-Occidentale et mort le 7 décembre 2020 à Los Angeles en Californie, est un aviateur et pilote d’essai américain. 
Il est rentré dans l'histoire de l'aviation en étant le premier à franchir le mur du son, à bord de l'avion-fusée Bell X-1, le 14 octobre 1947.

## Biographie
Chuck Yeager est né le 13 février 1923 de parents fermiers, Susie Mae (Sizemore) et Albert Hal Yeager à Myra (en) en Virginie-Occidentale. Il est diplômé du bac (graduate) à Hamlin en juin 1941. Il a deux frères, Roy et Hal Jr., et deux sœurs, Doris-Ann (tuée accidentellement à l'âge de deux ans par Roy, alors âgé de six ans et jouant avec une arme à feu) et Pansy Lee,.
Sa première expérience militaire date de son adolescence au Citizens Military Training Camp (Camp d'entraînement militaire des citoyens), à Fort Benjamin Harrison à Indianapolis durant les étés 1939 et 1940.
Il se marie avec Glennis Dickhouse le 26 février 1942. Ils ont quatre enfants. Glennis est morte en 1990.
Charles « Chuck » Yeager est le cousin de l'ancien joueur de baseball Steve Yeager.
Le patronyme « Yeager » (prono /jeɪɡər/) est une forme anglicisée du nom allemand Jäger ou Jaeger (chasseur en allemand).

### Seconde Guerre mondiale
Chuck Yeager entre dans l'United States Army Air Corps quelques mois avant l'engagement des États-Unis dans la Seconde Guerre mondiale, le 12 septembre 1941. Affecté en Grande-Bretagne à partir de novembre 1943, il acquiert le statut d'as de l'aviation et termine le conflit au grade de capitaine avec treize appareils allemands abattus à son palmarès. Il est un des premiers pilotes à avoir abattu un Me 262 et le premier pilote connu à être devenu « As en un jour » (cinq victoires le même jour).
Le 5 mars 1944, aux commandes de son North-American P-51B « Mustang », baptisé Glamourus Glen, il remporte sa première victoire en combat aérien, sur un Messerschmitt Bf 109. Le lendemain pour sa neuvième mission de guerre, il fait partie de l’escorte de 219 B24 Liberator qui ont pour objectifs l’aérodrome de Bergerac-Roumanière, puis ceux situés dans les Charentes sur la route du retour. Peu de temps après que la formation de bombardiers franchisse la côte dans les environs de Biscarrosse (Landes), un Messerschmitt Bf 109 et quatre Focke-Wulf 190 mènent la première interception dans le Sud-Gironde. Ces avions appartiennent au Jagdgruppe West, unité de formation chasse, dispersée sur plusieurs aérodromes du Sud-Ouest. Les Allemands attaquent simultanément les bombardiers et les chasseurs américains. Le Messerschmitt vient de décoller de Cazaux (Gironde) rejoint par deux Focke-Wulf 190 de Fontenay-le-Comte (Vendée) et deux autres de Bussac-Bédénac (Charente-Maritime). Le Messerschmitt 109 touche le B24 « Aphrodite’s Disciples » mais le mitrailleur dorsal du bombardier, William Gabonay parvient à l’abattre selon les rapports d'évasion de l'équipage. Le pilote saute en parachute et l’avion s’écrase à Lucmau (Gironde). Le B24 en feu est abandonné par l’équipage et s’écrase à Dieulivol (Gironde). Un des Focke-Wulf 190 surprend Chuck Yeager. Son appareil est touché par une rafale. Le Mustang de Chuck Yeager s'écrase à Romestaing (Lot-et-Garonne) à la limite de Cours-les-Bains (Gironde). Les câbles de commande étant sectionnés, Yeager est obligé de sauter, à une altitude de 6 000 mètres après avoir retiré son masque à oxygène. Sentant qu'il risque de s'évanouir dans sa chute, il ouvre son parachute relativement haut, à 2 500 mètres, se mettant à la merci des chasseurs allemands. Et, bien qu'il soit contraire au code militaire et à la tradition chevaleresque des débuts de l'aviation de viser un homme sous parachute et sans défense, le pilote l'ayant descendu plonge à nouveau sur lui pour une nouvelle passe. Yeager est sauvé par son ailier, le capitaine William OBee O'Brien, du 363rd Fighter Squadron, 357th Fighter Group, qui abat avant le Focke-Wulf 190 du pilote allemand, Irmfried Klotz qui se tue au sol, son parachute ne s'étant pas ouvert. L’avion qui a explosé en vol s’écrase à Auros (Gironde). Les deux autres Focke-Wulf 190 sont également abattus. Le premier s’écrase à Noaillac (Gironde) et le second à Allons (Lot-et-Garonne). Le quatrième parvient à prendre la fuite. Chuck Yeager est recueilli par la famille de Vera Starodvorsky au moulin de La Rode qui le soumet à un interrogatoire très serré puisqu'elle est anglophone, de peur qu'il s'agisse d'un agent allemand infiltré. Yeager écrira lui-même : « j'ai été cuisiné par cette sacrée bonne femme ». Une voisine lui fournira un béret et le costume de son mari alors prisonnier de guerre. Il est exfiltré par l'Espagne en compagnie de huit membres de l’équipage du B24 « Aphrodite’s Disciples », James D'Amore, le radio, ayant été tué par les Allemands après sa descente en parachute à Sainte-Bazeille (Lot-et-Garonne). Yeager est autorisé exceptionnellement à reprendre les missions de guerre et retourne au combat dès le début de l'été 1944.
Après-guerre, Chuck Yeager revient plusieurs fois sur le site où il a sauté en parachute, et le survole même 64 ans plus tard, à bord d'un A380, lors d'une visite qu'il fit chez Airbus, à Toulouse, en 2008. De même, Yeager n'a pas oublié les résistants qui l'ont sauvé et lui ont permis de passer en Espagne. À 95 ans, en mai 2018, il renouvelait son pèlerinage dans les Hautes-Pyrénées, d'où il a pu rejoindre l'Espagne en 1944.
Des éléments récupérés du Mustang de Yeager, ainsi que du Focke Wulf abattu sont exposés au musée Aeroscopia de Toulouse,.
Dans ses mémoires, Yeager, An Autobiography, il évoque les atrocités qu'il avait ordre de commettre contre les civils allemands :  

« Des atrocités furent commises par les deux camps. […] Une zone de cinquante miles sur cinquante à l'intérieur de l'Allemagne fut assignée à nos soixante-quinze Mustangs et ils reçurent l'ordre de mitrailler tout ce qui bougeait. Le but était de démoraliser la population allemande. […] Si quelqu'un avait refusé de participer (et, autant que je me souvienne, personne ne refusa), il aurait probablement été traîné en cour martiale. »

Yeager ajoute que, lors d'un briefing, il murmura à son voisin : « Si nous faisons des choses pareilles, nous devrons vraiment nous efforcer d'être dans le camp des vainqueurs ». Il conjecture que, pour faire commettre ces atrocités, le haut commandement se donnait pour excuse l'imbrication entre armée et population civile dans l'Allemagne du temps de guerre : 

« Le fermier qui labourait son champ de pommes de terre nourrissait peut-être des troupes allemandes. Et parce que l'industrie allemande était détruite par les bombardements incessants, la fabrication de munitions était devenue une industrie artisanale, dispersée à travers le pays dans des centaines de maisons et de fabriques locales, ce qui était l'excuse des Britanniques pour les tapis de bombes et les bombes incendiaires sur cibles civiles. En guerre, les militaires hésiteront rarement à frapper des civils qui sont dans le chemin ou à prendre des civils pour cible pour diverses raisons stratégiques. »

### DeGlamourus GlenàGlamorous Glennis
Le nom de baptême des avions de Chuck Yeager, que l'on peut traduire littéralement par, la belle Glennis, provient du prénom de sa fiancée, Glennis Faye Dickhouse. Mais le soldat qui peignit le nose art du P-51 Mustang matricule 43-6763, fit une faute d'orthographe en inscrivant Glamourus Glen au lieu de Glamorous Glen. La faute fut ensuite corrigée sur les P-51D matricule 44-13897 et 44-14888, que Yeager pilota lors de son retour en opération, à l'été 1944 et qui furent respectivement baptisés Glamorous Glen II et Glamorous Glen III. En 1947, le Bell X-1, du record du mur du son, fut lui baptisé, Glamorous Glennis de même que le Mc Donnell Douglas F-15, qu'il pilota en octobre 1997 afin de marquer le 50e anniversaire de son exploit.

### Pilote d'essai

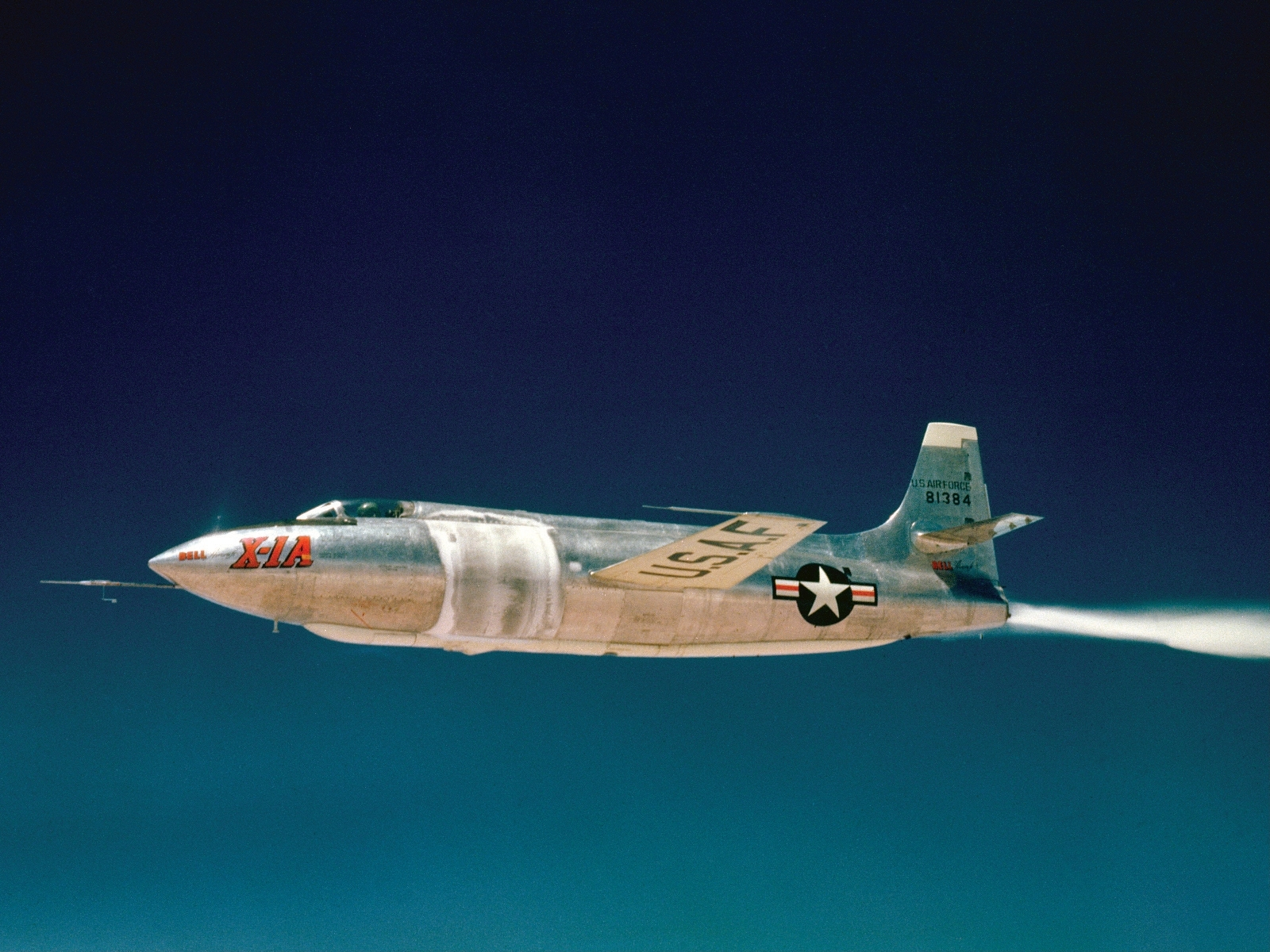
Le Bell X-1A.

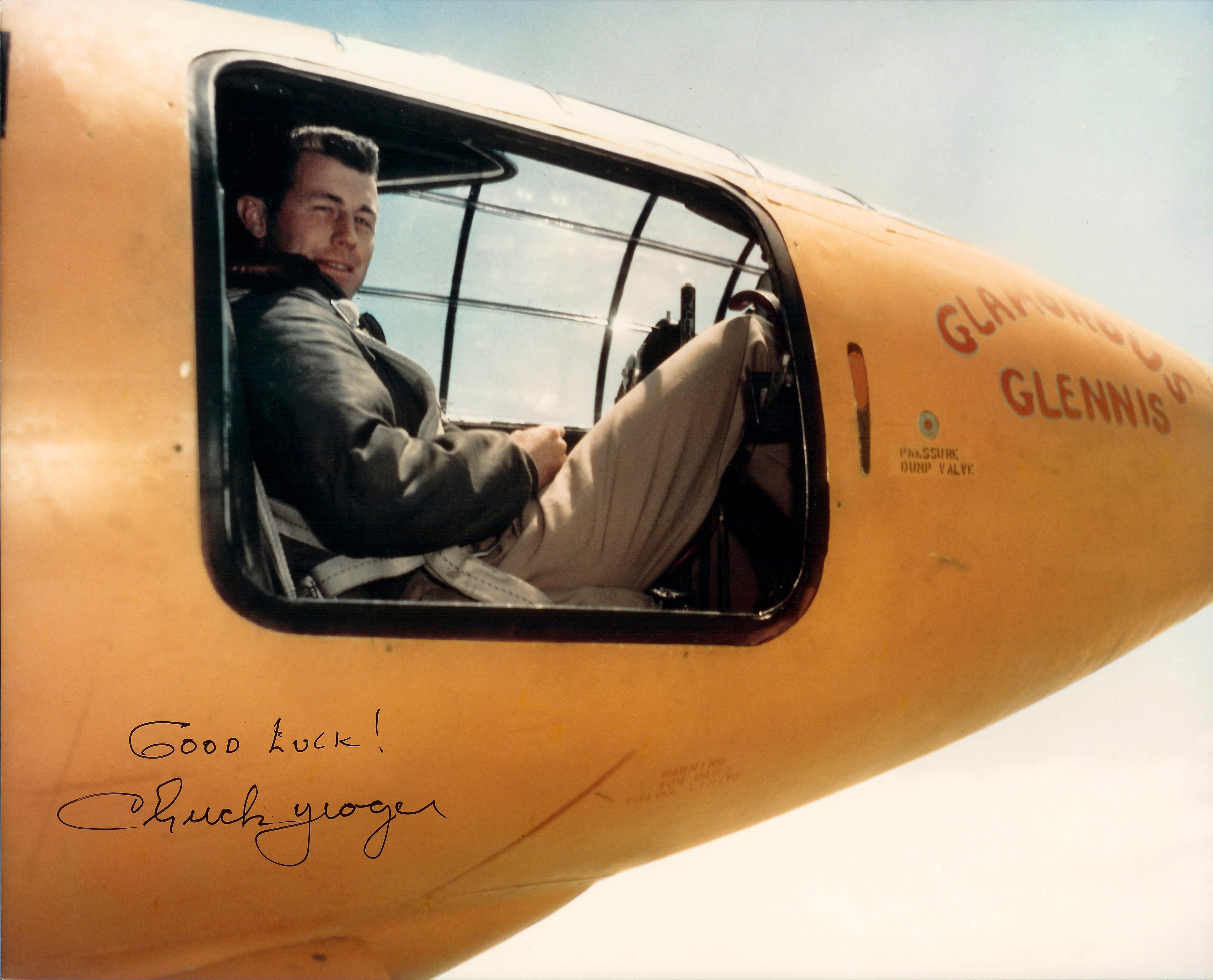
Chuck Yeager dans le cockpit du Bell X-1 supersonic research aircraft baptisé « Glamorous Glennis » ; photo du Department of the Air Force prise en mai 1948.

Après la guerre, il reste dans l'US Air Force nouvellement créée et devint pilote-instructeur, puis pilote d'essai à partir de juillet 1945. Transféré sur la base de Muroc Field en Californie (aujourd'hui la base Edwards), il est le premier homme à franchir le mur du son le 14 octobre 1947 à 10 h 18, à bord du prototype Bell X-1, avion fusée dessiné d'après la balle de calibre 12,7 mm qui sort du canon d'un fusil à vitesse supersonique. La veille de ce vol historique, Chuck fait une chevauchée dans le désert et chute, se brisant deux côtes. Résolu à ne pas déclarer forfait pour ce vol d'essai, il tait son accident et monte le lendemain, blessé, à bord de l'appareil : pour fermer la baie vitrée de son cockpit, il doit improviser un levier de fortune avec un morceau de manche à balai dissimulé dans son blouson de cuir.
En septembre 1953, Chuck Yeager est l'un des premiers Américains à piloter un MiG-15 qu'un pilote déserteur Nord-Coréen, No Kum-Sok, a remis à l'armée américaine.
En mai 1955, il retourne en Europe avec le grade de lieutenant-colonel pour prendre le commandement du 417th Fighter-Bomber Squadron sur la base de Hahn en RFA, puis sur la base de Toul-Rosières en France, de juillet 1956 à juillet 1957.
Le 10 décembre 1963, Yeager échappe de justesse à la mort, alors qu'il perd le contrôle du prototype Lockheed NF-104A à l'altitude de 108 700 pieds (33 131 mètres) lors d'un « zoom climb ». Parvenant à s'éjecter après une chute vertigineuse de 100 200 pieds (30 540 mètres), il s'en sort gravement brûlé.
Les deux vols sont racontés dans le livre de Tom Wolfe et le film du même nom de Philip Kaufman, L'Étoffe des héros (The Right Stuff).
En juillet 1966, il prend le commandement du 405th Fighter Wing sur la base aérienne américaine de Clark, aux Philippines, et effectue 127 missions au-dessus du Viêt Nam.

### Fin de carrière et mort
Après avoir été promu général de brigade (en anglais Brigadier-General) en août 1969, Chuck Yeager occupa divers postes avant de prendre sa retraite de l'US Air Force le 1er mars 1975.

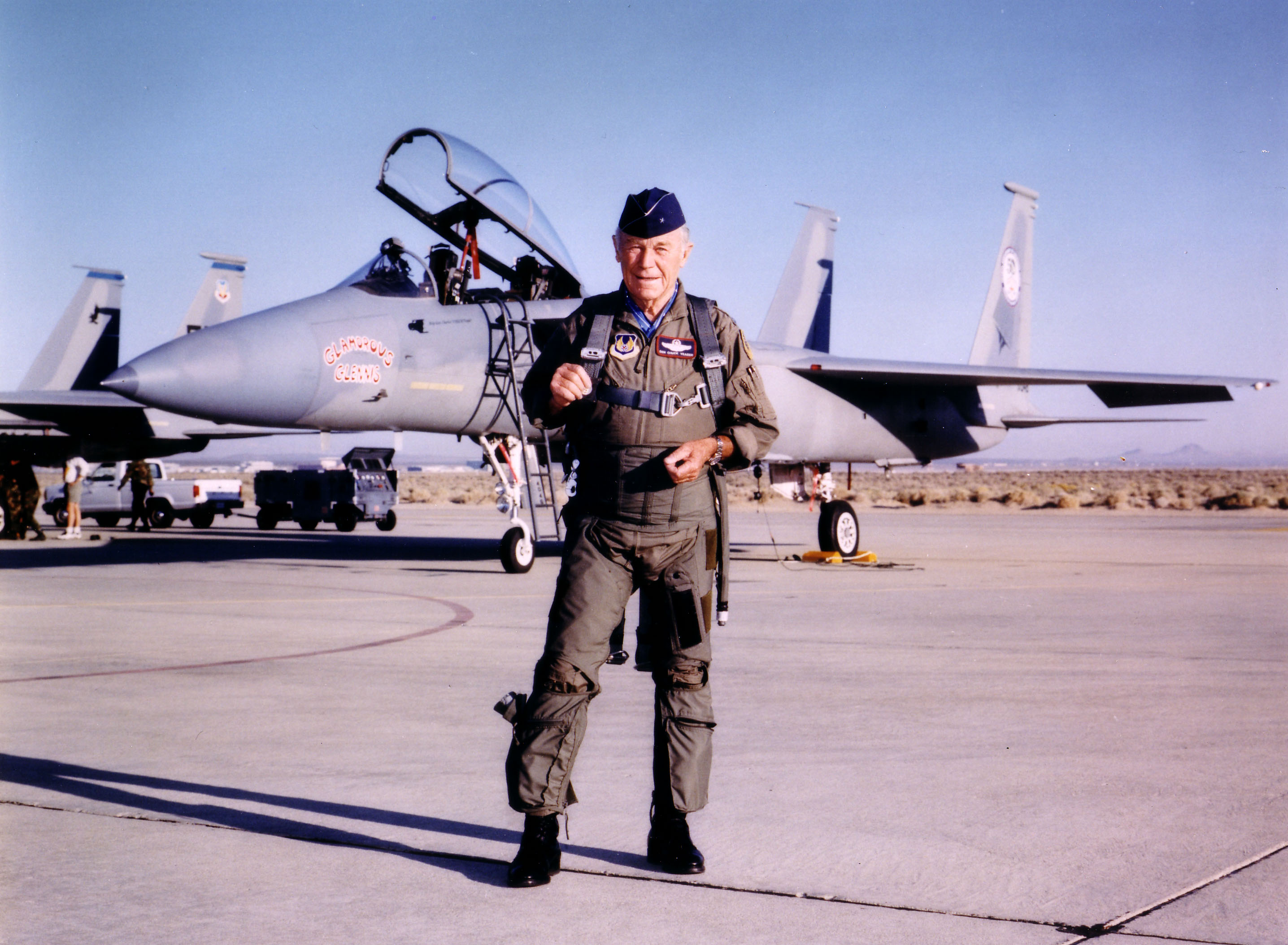
Chuck Yeager en 1997 lors de son vol commémoratif sur F-15.

En 1986, il fit partie de la commission Rogers chargée d'enquêter sur l'accident de la navette spatiale Challenger, détruite au lancement le 28 janvier 1986. Le 14 octobre 1997, pour fêter l'anniversaire des 50 ans du passage du mur du son, il vole à bord d'un F15 Eagle et le repasse symboliquement.
En 2003, alors âgé de 80 ans, il vole à Oshkosh sur un P-51 Mustang, en duo avec son camarade d'escadrille de l'époque, le colonel Bud Anderson.
Le 14 octobre 2012, jour du 65e anniversaire du premier franchissement du mur du son, Felix Baumgartner devient le premier homme à franchir le mur du son en chute libre.
Le 7 décembre 2020, Chuck Yeager s'éteint à Los Angeles, à l'âge de 97 ans.

## Décorations
- Distinguished Service Medal
- Silver Star avec une feuille de chêne en bronze (pour avoir abattu cinq Messerschmitt Bf 109 en une seule journée[13])
- Distinguished Flying Cross avec deux feuilles de chêne en bronze (pour avoir abattu un Messerschmitt Me 262[14] et avoir passé le mur du son)
- Legion of Merit avec une feuille de chêne en bronze
- Bronze Star
- Purple Heart
- Air Medal avec deux feuilles de chêne en argent
- Air Force Commendation Medal
- Presidential Unit Citation avec une feuille de chêne en bronze
- Air Force Outstanding Unit Award
- American Defense Service Medal
- American Campaign Medal
- European-African-Middle Eastern Campaign Medal avec une étoile d'argent et 3 étoiles de bronze
- World War II Victory Medal
- Médaille présidentielle de la Liberté
- Congressional Silver Medal (en) (1976), pour avoir passé le mur du son pour la première fois.

## Dans la culture populaire

### Jeux vidéo
Chuck Yeager apporte son expertise technique et prête son nom, son image et sa voix à deux jeux vidéo d'Electronic Arts :
- Chuck Yeager's Advanced Flight Trainer (1987), un simulateur de vol qui permet au joueur d'endosser le rôle d'un pilote d'essai et de voler sur des appareils mythiques (North American P-51 Mustang, Bell X-1, Lockheed SR-71 Blackbird, General Dynamics F-16 Fighting Falcon, McDonnell Douglas F/A-18 Hornet) ;
- Chuck Yeager's Air Combat (1991), un autre simulateur de vol qui entraîne le joueur au combat aérien sur trois théâtres d'opération où Yeager s'est illustré (Seconde Guerre mondiale, guerre de Corée et guerre du Viêt Nam).

### Au cinéma
- Dans le film L'Étoffe des héros, dont il est un des personnages principaux (interprété par Sam Shepard), il joue lui-même un tout petit rôle : celui d'un vieil homme qui sert des boissons dans le bar de Pancho Barnes, près de la base Edwards, et qui s'offusque qu'un des aviateurs soit refusé comme astronaute pour le motif qu'il n'a pas fait d'études supérieures (critique souvent formulée à son encontre).

## Ouvrages
- (en-US) Chuck Yeager et Leo Janos, Yeager : An Autobiography, New York, Bantam, 1986 (ISBN 0-670-87460-4).
- (en-US) Chuck Yeager, Bob Cardenas, Bob Hoover, Jack Russell et James Young, The Quest for Mach One : A First-Person Account of Breaking the Sound Barrier, New York, Penguin Studio, 1997 (ISBN 0-670-87460-4).